# Иконому, Димитриос
Димитриос Иконо́му  (греч.  Δημήτριος Οικονόμου; 1883, Халкида — 1957, Сирос)— греческий вице-адмирал.
Занимая командные должности на греческом флоте и будучи монархистом и сторонником диктаторского режима генерала И. Метаксаса, в Межвоенный период активно проводил чистку офицерского состава флота от политических противников монархии и режима.
После греко-итальянской войны (1940—1941) и вторжения германской армии (апрель 1941), категорически выступал против перехода греческого флота в Египет, для продолжения войны.
В оккупацию служил в правительстве коллаборационистов.
Автор ряда исторических работ и мемуаров.

## Молодость
Димитрис Иконому родился в городе Халкида 4 июня 1883 года. В сентябре 1899 года поступил в Училище морских кадетов, которое окончил в июле 1903 года в звании энсина.
В 1909 году вступил в «Военный совет» греческих офицеров, руководимых полковником Николаосом Зорбасом («Движение в Гуди»), который ограничил вмешательство королевской семьи в дела армии и вынудил королевский двор и политиков Греции в проведении реформ в армии и в стране.
Однако в дальнейшем стал рьяным монархистом.
В 1910 году был повышен в звание лейтенанта флота.
В период Первой Балканской войны (1912—1913) служил на броненосце «Псара» и принял участие в морских сражениях при Элли и при Лемносе, а также в освобождении многих островов Эгейского моря.
Перед началом Второй Балканской войны против Болгарии, в июне 1913 года был повышен в звание лейтенанта флота второго ранга, и принял участие в сухопутных операциях 29-го морского полка.
В июле 1913 года был повышен в звание лейтенанта флота первого ранга.
После завершения Второй Балканской войны, в 1914 году, был слушателем в Морской школе артиллерии.
В период Первой мировой войны и Национального раскола, в силу своей приверженности королю Константину и неприятия движения «Национальной обороны» созданного премьер-министром Э. Венизелосом, был демобилизован с флота в июне 1917 года, и, как следствие, не принял участие в военных действиях начального периода Малоазийского похода.
После ноябрьских парламентских выборов 1920 года, на которых победила монархистская «Народная партия», был отозван на действующий флот.
В декабре того же года был повышен в звание коммандера и участвовал в операциях флота на заключительного этапе Малоазийского похода командуя эсминцем «Аэтос», после чего принял пост начальника аэродрома морской авиации в Фалере.

## Межвоенные годы
В 1923 году Иконому принял командование эсминцем «Пантир», а затем лёгким крейсером «Элли» (1923-25).
В октябре 1925 года был повышен в звание капитана, вновь принял командование крейсером «Элли» (1926-27), после чего принял командование учебным парусником «Арис» (1927-28) и линкоров «Килкис» и «Лемнос» (1929).
С конца 1929 года возглавил Командование (подразделение) подводных лодок, где отличился своей активной инспекцией и усовершенствованием обучения экипажей.
В 1931 году служил командиром флотилии эсминцев, после чего, и до 1934 года, командиром учебной эскадры.
В феврале 1934 года был повышен в звание контр-адмирала.
3 марта 1935 года был назначен на пост начальника штаба флота, а также на пост генерального директора в морском министерстве.
В мае того же года был членом Чрезвычайного трибунала судившего офицеров флота принявших участие в попытке переворота предпринятой сторонниками Э. Венизелоса.
Отмечается что адмирал Иконому внёс предложение заменить смертные приговоры многолетними заключениями, что и было принято трибуналом.
В октябре того же года, вместе с генералом А. Папагосом от армии и полковником авиации Г. Реппасом, оказал давление на премьер-министра П. Цалдариса с целью реставрации монархии.
В результате, к власти пришёл генерал Г. Кондилис и в ноябре того же года Вторая Греческая Республика была упразднена, монархия была восстановлена, генерал Кондилис стал временно королевским регентом.
В феврале 1936 года Иконому был повышен в звание вице-адмирала и оставался на посту начальника штаба флота до 19 декабря, когда и был переведен на пост генерального инспектора флота. Не оставляя этот пост, в период 1938-39 годов был командующим флотом. Иконому оставался на посту инспектора флота и с началом греко-итальянской войны 28 октября 1940 года.

## В годы Второй мировой войны

### Греко-итальянская война
Историк Иоаннис Малакасис пишет, что вся предвоенная деятельность адмиралов Иконому и Каввадиаса сводится к зачистке флота он неугодных политически монархии и диктаторскому режиму генерала И. Метаксаса офицеров флота.
В результате, к началу войны, флот потерял до 31 % своего подготовленного офицерского состава, что не могло не сказаться на готовности флота.
Даже с началом войны, в манере напоминающей двадцатые годы, офицеры монархисты обратились в Высший военно-морской совет с требованием аннулировать приказы об отзыве своих бывших коллег. Этот фанатизм, пишет И. Малакасис, «раздували такие офицеры, как адмирал Иконому, титулярный глава флота».
И. Метаксас попытался воспользоваться моментом и убрать неудобного для него начальника штаба флота адмирала А. Сакеллариу и назначить на его место Д. Иконому. Но последний отказался, после того как номинальный командующий флота, адмирал Каввадиас, предупредил что последует и его отставка.
Продолжающиеся греческие победы в войне против итальянцев, делали всё более вероятным вмешательство в ход событий Гитлеровской Германии.
У греческого командования не было иллюзий — страна была на пределе своих возможностей и выстоять против ещё одной, и более мощной, империи была не в состоянии.
В феврале 1941 года на заседании Высшего военного совета флота были рассмотрены планы на случай вторжения в Грецию германских войск. Было рассмотрено предложение, в случае германского вторжения, перевести основную базу флота из Аттики на остров Крит.
Вопреки заявлениям адмирала Сакеллариу, в конечном итоге, ни один офицер не был отправлен на Крит и идея перемещения туда базы снабжения флота не была осуществлена.
Однако это совещание создало формальные основы тому, что будет развиваться через 2 месяца, то есть самому большому и глубокому расколу в корпусе греческого флотского офицерского корпуса
Раскол был инициирован адмиралом Иконому.
В период греко-итальянской войны и до немецкого вторжения в апреле 1941 года на адмирала Иконому были возложены также командование флотилии миноносцев, начальника воздушной обороны, начальника Службы наблюдения и воздушной-морской тревоги, а также начальника морских секторов 1 и 3.
Адмирал Иконому, как пишет И. Малакасис, «известный своими многими титулами, нежели действительными командными должностями», был встревожен замечаниями своих младших коллег.
Не забывая о участии кораблей флота в мятеже 1935 года, он боялся долгосрочных последствий ухода флота и офицеров для судьбы режима Метаксаса.
Вероятность постепенного или скорее всего насильственного свержения политического и социального порядка, который диктатура навязала стране, имела в его мыслях первостепенное значение.
Будучи в числе офицеров составлявших оплот режима Метаксаса и монархии, адмирал Иконому был непреклонен в своём решении, что институт диктатуры должен быть сохранён без изменений.
Несколькими неделями ранее, Берлин поручил адмиралу Иконому и немке принцессе Фредерике передать греческому правительству предложения Берлина о выходе Греции из войны, подписания сепаратного мира с Италией и изгнания англичан из страны.
И. Малакасис пишет, что «пораженческие, если не изменческие планы адмирала Иконому», были в соответствии с менталитетом высших военных кругов, которые согласно Сакеллариу, находились под влиянием неоспоримой немецкой мощи и следовательно не вызвали непосредственной негативной реакции собравшегося флотского руководства
Основные усилия адмирала Кавадиаса были направлены на то, чтобы не допустить утечки этих разговоров флотскому офицерскому корпусу.
Высшее флотское руководство оправдывало свои сомнения в лояльности офицерского корпуса, с учётом мнений высказанных Иконому, следовало ли им следовать на юг для продолжения войны вместе с англичанами.
Адмирал Иконому, согласно официальной историкам флота был категорически против ухода флота.
Капитан Д. Петропулос, в своей книге пишет, что король был информирован, что Иконому действовал один.

### Немецкое вторжение — оккупация
Продолжающиеся греческие победы вынудили гитлеровскую Германию прийти на помощь своему союзнику. Немцы вторглись в Грецию 6 апреля 1941 года с территории союзной им Болгарии. Не сумев с хода прорваться через Линию Метаксаса, немецкие дивизии прошли через территорию Югославии и вышли к македонской столице, городу Фессалоники.
Дорога на Афины была открытой для германских дивизий. Греческих частей на их пути практически не было. В Афинах было объявлено Военное положение.
10 апреля был созван «Верховный совет флота», в присутствии премьер-министра Александра Коризиса, на котором командующим флотом Э. Каввадиасом и адмиралами Д. Иконому, А. Сакеллариу и Х. Делаграмматикасом рассматривался вопрос о перебазировании флота в Египет для продолжения войны.
Адмирала Иконому считал, что уход флотского офицерского корпуса за границу даст сигнал к огромным переменам.
Будучи «настоящим византийцем», как пишет И. Малакасис, адмирал Иконому считал что «временное сожительство» с немцами могло бы быть возможным для поддержания основных политических и военных структур страны.
Он считал, что опора режима, костяк офицерского корпуса, не должен покидать страну, но также и что представитель монархии, в данном случае кронпринц Павел, должен остаться в стране как видимая связь с установленным режимом.
Иконому был категоричен — крон принц должен остаться, чтобы контролировать ситуацию на месте.
Малакассис пишет, что выбор адмирала Иконому был результатом «действительно умелых если не зловещих расчётов».
Наследный принц по словам адмирала пользовался доверием правительства Германии.
Однако, вопреки возражениям и заявлениям адмирала Иконому, решение о переходе флота в Александрию было принято.
В послевоенные годы, в своей книге, адмирал Иконому предпринял попытку свести на нет или минимизировать свои заявления о негативным для режима уходе флота.
Продолжая свою попытку и с помощью заместителя морского министра Папавасилиу, адмирал Иконому получил аудиенцию у короля, чтобы убедить монарха, что флот должен сохранить достаточный персонал и «сдаться добросовестно» немцам.
Иконому утверждал, что ядро флотских офицеров, не резервистов, должно оставаться на действительной службе при немецкой оккупации.
Маскируясь словами напоминающими прощальную речь генерала Бакопулоса, Иконому выдвинул аргумент что недостойно мужчины, который честно сражался, скрываться
И. Малакасис пишет по этому случаю, что семена ползучего сотрудничества с оккупационными силами и гражданской войны среди греческого народа были рассажены.
25 апреля 1941 года, когда способные к переходу корабли флота ушли на новые базы в Египет, а новое правительство перебралось на Крит, Иконому был уполномочен представлять морского министра, управляя всем что осталось от флота до вступления немцев в столицу.
Вызывает вопросы информация о том, что «комендант адмирал Иконому» был арестован немцами на острове Лемнос и допрошен ими 30 апреля (разве что речь идёт о разоружённом ещё до войны и притопленном линкоре «Лемнос»)
Также вызывает вопросы информация о том, что немецкий адмирал Вильгельм Канарис встретился с адмиралом Иконому (они были знакомы с предвоенных лет), и предложил ему создать оккупационное правительство но Иконому отказался.
Адмирал Иконому не возглавил правительство коллаборационистов, не занял в этом правительстве министерских должностей, но в любом случае он запятнал себя сотрудничеством с квислингами, не отказавшись от службы в департаменте флота при «министерстве обороны» правительства квислингов в период 1941—1943 годов.

## Послевоенные годы
Не располагаем информацией о жизни адмирала Иконому в последний (1944) год оккупации, а также о том если он был судим после освобождения страны за сотрудничество с оккупантами.
В 1947 году в разгар Гражданской войны (1946—1949), когда королевские власти отправляли в концлагеря и расстреливали ветеранов прокоммунистической Народно-освободительной армии, адмирал Иконому, верный монархист и коллаборационист, был отправлен на пенсию, что подразумевает, что и после Освобождения номинально он продолжал служить на флоте.
Более того, после Освобождения, адмирал Иконому был награждён греческим государством «Военным крестом первой степени» и медалью «За выдающиеся заслуги» за его роль в военных событиях 1940—1941 года.
Адмирал Иконому умер на острове Сирос 11 сентября 1957 года.

## Прочая деятельность адмирала Иконому
В 1935 году Иконому был членом Олимпийского комитета Греции.
С 1940 года и до конца оккупации в 1944 году, адмирал Иконому был президентом яхтклуба Пирея (По другим источникам в оккупацию яхтклуб бездействовал и был превращён в столярный цех.
После выхода на пенсию, в период 1953-57 годов адмирал Иконому был президентом Морского музея Греции.
Иконому издал ряд исторических работ. Среди них архив военачальника Освободительной войны (1821—1829) Константина Боцариса, исследование о Сулиотах и клане Боцарисов (1952), воспоминания о событиях на греческом флоте с 10 по 27 апреля 1941 года (1947), и исследование о вкладе принца Георгия в военно-морскую программу греческого флота конца XIX — начала XX веков (Η Α.Β.Υ. ο Πρίγκηψ Γεώργιος και το Ναυτικόν Πρόγραμμα της Χώρας, 1952).